# Brison-Saint-Innocent
Brison-Saint-Innocent é uma comuna francesa na região administrativa de Auvérnia-Ródano-Alpes, no departamento da Saboia. Estende-se por uma área de 8.75 km². Em 2010 a comuna tinha 2 263 habitantes (densidade: 258,6 hab./km²).